# Герб Вільнюського повіту

Герб Ягеллонов

Герб Вільнюського повіту (лит. Vilniaus apskritis herbas) — символ сучасного адміністративно-територіального утворення в Литовській республіці Вільнюського повіту. 

## Історія
Герб Вільнюського повіту затверджено Декретом президента Литви за № 725 від 20 грудня 1999 року.
Автор еталонного герба — художник Арвідас Каждайліс.

## Опис (блазон)
У червоному полі срібний вершник в обладунках тримає в піднятій правиці срібний спис із золотим вістрям, а в лівиці — синій щит зі золотим подвійним хрестом, верхи на чорному коні з синім сідлом, попоною, ременями та золотими стременами, копитами і шпорами; на синій облямівці десять золотих литовських подвійних хрестів.

## Зміст
Вершник зі списом є різновидом литовського герба Погоня. Цей знак походить з герба Віленського князівства, відомого з печатки великого князя Вітовта з документів кінця XІV століття. У 1413 році Віленське князівство стало воєводством. Вершник зі список використовувався майже півтора століття.[джерело?]
Синя облямівка з десятьма ягеллонськими хрестами (хрестами з чотирма раменами) — загальний елемент для гербів повітів Литви. Ягеллонський хрест символізує Литву, число 10 вказує на кількість повітів, золото в синьому полі — традиційні кольори ягеллонського хреста.